# 19e cérémonie des Los Angeles Film Critics Association Awards
La 19e cérémonie des Los Angeles Film Critics Association Awards (LAFCA Awards), décernés par la Los Angeles Film Critics Association, a eu lieu le 11 décembre 1993, et a récompensé les films réalisés dans l'année,.

## Palmarès
Note : la LAFCA décerne deux prix dans chaque catégorie ; le premier prix est indiqué en gras.

### Meilleur film
- La Liste de Schindler (Schindler's List)
  - La Leçon de piano (The Piano)

### Meilleur réalisateur
- Jane Campion pour La Leçon de piano (The Piano)
  - Robert Altman pour Short Cuts

### Meilleur acteur
- Anthony Hopkins pour ses rôles dans Les Vestiges du jour (The Remains of the Day) et Les Ombres du cœur (Shadowlands)
  - Daniel Day-Lewis pour ses rôles dans Le Temps de l'innocence (The Age of Innoncence) et Au nom du père (In the Name of the Father)

### Meilleure actrice
- Holly Hunter pour son rôle dans La Leçon de piano (The Piano)
  - Debra Winger pour ses rôles dans Une femme dangereuse (A Dangerous Woman) et Les Ombres du cœur (Shadowlands)

### Meilleur acteur dans un second rôle
- Tommy Lee Jones pour son rôle dans Le Fugitif (The Fugitive)
- Ralph Fiennes pour son rôle dans La Liste de Schindler (Schindler's List)

### Meilleure actrice dans un second rôle
(ex æquo)
- Anna Paquin pour son rôle dans La Leçon de piano (The Piano)
- Rosie Perez pour son rôle dans État second (Fearless)

### Meilleurs décors
- La Liste de Schindler (Schindler's List) – Allan Starski
  - Le Temps de l'innocence (The Age of Innocence) – Dante Ferretti

### Meilleur scénario
- La Leçon de piano (The Piano) – Jane Campion
  - Short Cuts – Robert Altman et Frank Barhydt

### Meilleure photographie
(ex æquo)
- Impitoyable (Unforgiven) – Janusz Kamiński
- La Leçon de piano (The Piano) – Stuart Dryburgh

### Meilleure musique de film
- Le Jardin secret (The Secret Garden)
- Olivier, Olivier
- Blue – Zbigniew Preisner
- Trois couleurs : bleu – Zbigniew Preisner
  - La Leçon de piano (The Piano) – Michael Nyman

### Meilleur film en langue étrangère
- Adieu ma concubine (chinois : 霸王别姬 ; pinyin : Bà Wáng Bié Jī) •  Chine
  - Blue •  France  Pologne  Suisse
  - Trois Couleurs : Bleu – Krzysztof Kieślowski •  France  Pologne  Suisse

### Meilleur film d'animation
- Le Fleuve aux grandes eaux

### Meilleur film documentaire
- It's All True de Richard Wilson, Bill Krohn et Myron Meisel d'après le travail d'Orson Welles

### New Generation Award
- Leonardo DiCaprio pour ses rôles dans Blessures secrètes (This Boy's Life) et Gilbert Grape (What's Eating Gilbert Grape)

### Career Achievement Award
- John Alton

### Douglas Edwards Experimental/Independent Film/Video Award
- Peter Friedman et Tom Joslin – Silverlake Life: The View from Here